# Le Vénérable W.
Pour plus de détails, voir Fiche technique et Distribution.
Le Vénérable W. est un documentaire franco-suisse réalisé par Barbet Schroeder, sorti en 2017.
Le titre fait référence au moine bouddhiste Ashin Wirathu, auquel le documentaire est consacré.

## Synopsis
Le réalisateur s'est rendu à Mandalay pour interviewer le moine bouddhiste birman Ashin Wirathu, chef de file du mouvement nationaliste 969 et du parti racialiste Ma Ba Tha. Le film relate également la tragédie des minorités musulmanes rohingyas, Wirathu étant l'un des initiateurs de leur persécution.
Le film doit être envisagé comme la conclusion d'une trilogie sur le mal, entamée par le réalisateur avec Général Idi Amin Dada : Autoportrait en 1974 et L'Avocat de la terreur, sur Jacques Vergès, en 2007.

## Fiche technique
- Titre original : Le Vénérable W.
- Réalisation et scénario : Barbet Schroeder
- Photographie : Victoria Clay-Mendoza
- Musique : Jorge Arriagada
- Montage : Nelly Quettier
- Production : Lionel Baier et Margaret Ménégoz
- Sociétés de production : Les Films du losange , Bande à part Films, Arte France
- Distribution : Les Films du losange
- Pays d'origine :  France,  Suisse
- Langues originales : français, birman, anglais et espagnol
- Genre : documentaire
- Format : couleur - 1,85:1
- Durée : 95 minutes
- Dates de sortie :
  - France : 20 mai 2017 (70e Festival de Cannes[2]) ; 7 juin 2017 (sortie nationale)

## Distribution
- Personnes interrogées :
  - Ashin Wirathu
  - U. Zanitar (ancien Maître de Wirathu)
  - Kyaw Zayar Htun (journaliste birman)
  - U. Kaylar Sa (moine leader de la révolution de safran)
  - Matthew Smith (journaliste et humanitaire, créateur de l'organisation Fortify Rights)
  - Abdul Rasheed (personnalité politique rohingya)
  - Carlos Sardiña Galache (journaliste espagnol)
  - U. Galonni (moine influent)
- Narration :
  - Bulle Ogier (la petite voix bouddhiste)
  - Barbet Schroeder
  - Maria de Medeiros (la petite voix bouddhiste dans la version anglaise)
- Autres :
  - Aung San Suu Kyi
  - Yanghee Lee (rapporteure spécial des Nations unies)

## Accueil

### Accueil critique
L'accueil critique est positif : le site Allociné recense une moyenne des critiques presse de 4,0/5, et des critiques spectateurs à 3,9/5.
Pour Frédéric Strauss de Télérama, « la démonstration est magistrale. En même temps qu'il mène son enquête, Barbet Schroeder s'interroge. « Les principes du bouddhisme doivent nous permettre de limiter les mécaniques du mal, dit un moine qui s'oppose à Wirathu. Dès lors qu'il y a violence, le bouddhisme est détruit. » Non seulement le bouddhisme n'a rien empêché ici, mais il est devenu le cheval de Troie de l'horreur. De quoi pousser le réalisateur vers une méditation plus universelle sur le venin de la parole haineuse. ».
Pour Serge Kaganski des Inrockuptibles, « comme dans les deux précédents volets de sa trilogie, Barbet Schroeder montre sans juger, faisant entière confiance à l'intelligence du spectateur. [...] Schroeder nous rappelle une fois encore que les pires horreurs ne sont pas étrangères à l'humanité mais lui sont consubstantielles. Les salauds ne sont pas des monstres ou des extraterrestres mais des êtres humains ».

### Box-office
- France : 83 790 entrées[6]